# موفقیه مصریه
موفقیهٔ مصریّه (به‌عربی: مُوَفَقِیةُ المِصریّه) لقب‌گرفته به سِتُّ الاَکیاس (به‌معنای:بانوی خردمندان) (۱۲۲۸ - ۱۳۱۲م) (نسب: موفقیه بنت احمد بن عبدالوهّاب بن عتیق بن وردان، مصریه) بانوی محدّث مصری بود. نزد بیش از چهارتن از علمای روزگارش دانش آموخت و خود به درجه ممتاز رسید. شاگردان بسیاری داشت که ابن سید الناس و تقی‌الدین سبکی از برجستگان آنان بودند. .